# Ali Özcan Kılıç
Ali Özcan Kılıç (Istanbul, 30 de maig de 1992) és un jugador de waterpolo turc que és porter de la selecció nacional de Turquia. Ali Özcan Kılıç va iniciar al waterpolo al Galatasaray SK i després juga, per tres anys, per al club esportiu Manisa Su Sporları de Manisa. El 2016 és fitxat pel CN Barcelona. És el primer jugador de waterpolo turc per ser fitxat al exterior.